# ヴィンセント・ジョウ
ヴィンセント・ジョウ（英語: Vincent Zhou、中国語: 周知方、2000年10月25日 - ）は、アメリカ合衆国、サンノゼ出身の男性フィギュアスケート選手（男子シングル）。
2019年世界選手権/2022年世界選手権3位。2019年四大陸選手権3位。2017年世界ジュニア選手権優勝。
2018年平昌オリンピック6位、2022年北京オリンピック団体戦金メダリスト。

## 経歴

### 初期
中国から移民した両親のもとサンノゼで生まれ、パロアルト (カリフォルニア州)で育つ。5歳半でスケートを始める。9歳からタミー・ギャンビルに師事し2011年の全米選手権インターメディエイトクラスで史上最年少優勝、2012年に同じくノービスクラスで優勝、2013年にはジュニアクラスで史上最年少優勝を果たした。

#### 2013-2014シーズン
国際基準ではジュニア年齢にも満たない中、国内でシニアクラスの大会へ出場していたが、先天的に負傷しやすい膝の問題を解決するために手術を行い、シーズン全ての試合を欠場した。

#### 2014-2015シーズン
右膝の外側半月板を断裂し、同じくシーズンを通しての休養を選択した。シーズン中にはコーチをトム・ザカライセックに変更し、練習拠点をコロラドスプリングスに移した。

### ジュニア時代

#### 2015-2016シーズン
ジュニアグランプリシリーズに参戦し2大会連続で銀メダルを獲得した。ジュニアグランプリファイナルでは国際大会で初めて3回転アクセルに成功し4位に入った。全米選手権ではシニアクラスに初出場し8位。世界ジュニア選手権では5位。シーズン終了後、コーチをタミー・ギャンビルに戻した。

#### 2016-2017シーズン
ジュニアグランプリシリーズの横浜大会で自己ベストを更新し銀メダルを獲得。全米選手権では前年の8位から大きくランクアップし銀メダルを獲得。同大会のシニアクラスで初表彰台に立った。世界ジュニア選手権では、FSでは4回転ルッツを含む3つの4回転ジャンプを成功させジュニアの歴代最高得点を更新し優勝した。

### 2017-2018シーズン、平昌オリンピック、シニアデビュー
シニアクラスに移行しグランプリシリーズに参戦。全米選手権では銅メダルを獲得し、ネイサン・チェンやアダム・リッポンとともに平昌オリンピック代表に選出された。SPでは4回転ルッツに挑み、初めてオリンピックで4回転ルッツを成功させた選手となった。同大会では6位入賞を果たした。初出場の世界選手権ではSPで自己ベストを更新し3位となるも、FSでは大会出発直前に負傷した腰の痛みが影響し3本のジャンプで転倒。さらに7本のジャンプが回転不足判定を受けるなどして総合14位に終わった。

### 2018-2019シーズン
コーチのタミー・ギャンビルと共に練習拠点をコロラドスプリングスに移し、再びトム・ザカライセックの指導を受け始めた。全米選手権では2年ぶりに銀メダルを獲得。初出場の四大陸選手権では銅メダルを手にした。世界選手権ではSP4位・FS3位の安定した演技で総合3位。初表彰台に上った。優勝のネイサン・チェンと共に、アメリカ男子としては23年ぶりのダブル表彰台を達成した。
2019年 6月25日、木下グループとのスポンサー提携が発表された。また、これまで定期的に指導を受けてきた日本の濱田美栄コーチが、メインコーチに加わったことが報道された。

### 2019-2020シーズン
私生活では ブラウン大学に進学。9月のISUチャレンジャーシリーズ USインターナショナルクラシックでは、3位入賞。
10月、大学の過密な授業スケジュールにより、十分な練習時間が確保できなかった為、出場予定であったグランプリシリーズの中国杯、ロステレコム杯を棄権することが、本人のインスタグラム及びアメリカフィギュアスケート協会より発表された。
2020年1月、次のシーズンにブラウン大学を休学し、その後トロントのグラナイトクラブで濱田美栄、リー・バーケル、振付師のローリー・ニコルの指導を受けると発表した。
2020年の全米フィギュアスケート選手権で、4か月振りに実戦へと復帰した。練習場所の確保に苦労した上に　選手権の前に約4週間しかトレーニングできなかったにもかかわらず、情感のこもった滑らかなスケーティングと完成度の高いジャンプで総合4位となり、世界選手権の代表に選ばれた。前回大会で銅メダルを勝ち取った世界選手権での完全復帰を目指したが、2020年の1月ごろから急速に世界に拡大した新型コロナウイルス流行の影響により、3月11日にISUより大会中止が発表された。

### 2020-2021シーズン
パンデミックによる海外渡航の制限で、トロントでリー・バーケルの指導を受け続けることが困難になったため、コロラドスプリングスに戻った。2年ぶりに2020年のスケートアメリカに出場した。SPでは星降る夜をイメージした衣装を身にまとい、氷の上を風のように舞う美しいプログラムを、FSは近未来を思わせる独創的な振付で、 感情がほとばしるような力強いコレオシークエンスを見せ、シニアのグランプリシリーズ初となるメダルとなる銀メダルを獲得した。
全米選手権ではSP/FSともに4回転ルッツ-トリプルトウループのコンビネーションジャンプで高い加点を引き出し、演技構成点も向上させて表彰台に返り咲いた。
世界選手権ではFSで5クワド成功を狙っていたが、足首の故障がたたって SPで25位。FS進出を逃し、北京五輪の3枠目確保は世界選手権で決まらなかった。

### 2021-2022シーズン：北京オリンピック出場
8月のISUミニマムテクニカルスコアイベントでもあるクランベリー杯（ボストン）で優勝。北京オリンピック出場枠の最終予選会であるネーベルホルン杯では、SP/FSともに1位となりアメリカ男子シングルの3枠目を獲得した。
グランプリシリーズ第1戦のスケートアメリカで、FSで5つ（ルッツ、フリップ、サルコウ、トウループの4種類、うちサルコウを2回）の4回転ジャンプを着氷させるなど、SP/FSともに会心の演技を見せ総合1位。宇野昌磨や、平昌五輪以降負けなしであったネイサン・チェンなどをおさえ金メダルを獲得した。「この結果はあまり予想していなかったが、自身に期待していたのは、できる限り準備と訓練を積み、家で毎日それに集中することで、一見不可能に見えることを可能にした。」と話した。
シリーズ2戦目のNHK杯は、SPで2位となり1位の宇野昌磨とはわずか3.07点差であったが、FSで予定の得意の4回転ルッツが1回転になるなど、ジャンプの回転不足判定を多く受けた。 彼は「これは私のトレーニングを代表するものではない」と述べた。後日、スケートアメリカのあとに体調不良や靴の問題があったことがわかった。シリーズ2試合で28ポイントを獲得しグランプリファイナルの進出を決めたが、同大会は新型コロナウイルスのオミクロン株の感染拡大による入国規制を受け中止となった。インタビューで、2022年の秋には大学に戻るがスケートをやめるわけではないと語った。
五輪選考がかかった全米選手権は、SPでは冒頭の4Lz+3Tだけで21.29点という高得点をたたきだし、1位のネイサン・チェンに2.61点差と肉薄したが、クワド5本を予定したFSでは得意の4回転ルッツが不調、コンビネーションにできない等で、スピンステップはすべてレベル4と健闘するもFS4位、総合で3位となった。その後、北京オリンピックと世界選手権の代表に選ばれた。
北京五輪の団体戦ではFSの出場、4種5クワド予定で挑んだものの4フリップが抜けたり回転不足を取られる等で技術点が伸びず3位となるも、チーム全体では2位となり、自身の五輪で初めてのメダルを獲得した。しかしいよいよ開幕する個人戦の直前に、不運にも新型コロナウイルスに感染し、彼の全人生をかけて準備してきた舞台に立つことができず、無念の棄権となったが、エキシビジョンでは渾身のパーフェクトで美しい演技を披露した。
隔離中、自身のInstagramに投稿したメッセージ動画では、目を潤ませながら「もっと強くなって戻ってくる」と誓いを立てた彼だったが、帰国後は思うようには練習もかなわず、自分のキャリア全体が失敗であり無意味であったと精神的に追い詰められ、棄権も思ったほどであったが、やらなかったという後悔の気持ちで生きていたくないという一念で、フランス、モンペリエでの世界選手権に向かった。SPでは上位４人が100点越えのハイレベルな戦いの中、4回転サルコウが回転不足になり６位だったが、FSでは4位につけ合計で3位となり2019年に続く銅メダリストとなった。＜執筆途中＞

## 主な戦績
| 大会/年                        | 2011 -12           | 2012 -13           | 2015 -16           | 2016 -17           | 2017 -18           | 2018 -19           | 2019 -20           | 2020 -21           | 2021 -22           |
| 国際大会（シニア）             | 国際大会（シニア） | 国際大会（シニア） | 国際大会（シニア） | 国際大会（シニア） | 国際大会（シニア） | 国際大会（シニア） | 国際大会（シニア） | 国際大会（シニア） | 国際大会（シニア） |
| ------------------------------ | ------------------ | ------------------ | ------------------ | ------------------ | ------------------ | ------------------ | ------------------ | ------------------ | ------------------ |
| オリンピック                   |                    |                    |                    |                    | 6                  |                    |                    |                    | WD                 |
| 世界選手権                     |                    |                    |                    |                    | 14                 | 3                  | 中止               | 25                 | 3                  |
| 四大陸選手権                   |                    |                    |                    |                    |                    | 3                  |                    |                    |                    |
| 世界国別対抗戦                 |                    |                    |                    |                    |                    | T1/P2              |                    |                    |                    |
| GPファイナル                   |                    |                    |                    |                    |                    |                    |                    |                    | 中止               |
| GP NHK杯                       |                    |                    |                    |                    |                    | 4                  |                    |                    | 2                  |
| GPロステレコム杯               |                    |                    |                    |                    |                    |                    | WD                 |                    |                    |
| GP中国杯                       |                    |                    |                    |                    | 4                  |                    | WD                 |                    |                    |
| GPフランス杯                   |                    |                    |                    |                    | 9                  |                    |                    |                    |                    |
| GPスケートアメリカ             |                    |                    |                    |                    |                    | 5                  |                    | 2                  | 1                  |
| CSワルシャワ杯                 |                    |                    |                    |                    |                    |                    |                    |                    | WD                 |
| CSゴールデンスピン             |                    |                    |                    | 棄権               |                    |                    |                    |                    |                    |
| CSフィンランディア杯           |                    |                    |                    |                    | 2                  |                    |                    |                    |                    |
| CSネーベルホルン杯             |                    |                    |                    |                    |                    |                    |                    |                    | 1                  |
| CSタリントロフィー             |                    |                    |                    |                    |                    | 2                  |                    |                    |                    |
| CS USクラシック                |                    |                    |                    |                    |                    | 4                  | 3                  |                    |                    |
| Cranberry Cup                  |                    |                    |                    |                    |                    |                    |                    |                    | 1                  |
| ババリアンオープン             |                    |                    |                    | 1                  |                    |                    |                    |                    |                    |
| 国内大会                       |                    |                    |                    |                    |                    |                    |                    |                    |                    |
| 全米選手権                     | 1 N                | 1 J                | 8                  | 2                  | 3                  | 2                  | 4                  | 2                  | 3                  |
| 国際大会（ノービス・ジュニア） |                    |                    |                    |                    |                    |                    |                    |                    |                    |
| 世界Jr.選手権                  |                    |                    | 5                  | 1                  |                    |                    |                    |                    |                    |
| JGPファイナル                  |                    |                    | 4                  |                    |                    |                    |                    |                    |                    |
| JGPタリン杯                    |                    |                    |                    | 3                  |                    |                    |                    |                    |                    |
| JGP横浜                        |                    |                    |                    | 2                  |                    |                    |                    |                    |                    |
| JGPオーストリア杯              |                    |                    | 2                  |                    |                    |                    |                    |                    |                    |
| JGP J&Tバンカ                  |                    |                    | 2                  |                    |                    |                    |                    |                    |                    |
| ガルデナスプリング杯           |                    | 1 N                |                    |                    |                    |                    |                    |                    |                    |

- N - ノービスクラス
- J - ジュニアクラス

### 詳細
| 2021-2022 シーズン    |                                                                  |          |          |          |
| 開催日                | 大会名                                                           | SP       | FS       | 結果     |
| 2022年3月21日 - 27日  | 2022年世界フィギュアスケート選手権（モンペリエ）                 | 6 95.84  | 4 181.54 | 3 277.38 |
| 2022年2月4日 - 20日   | 北京オリンピック 団体戦（北京）                                  |          | 3 171.44 | 2 団体   |
| 2022年1月3日 - 9日    | 2022年全米フィギュアスケート選手権（ナッシュビル）               | 2 112.78 | 4 177.38 | 3 290.16 |
| 2021年11月12日 - 14日 | ISUグランプリシリーズ NHK杯（東京）                              | 2 99.51  | 2 161.18 | 2 260.69 |
| 2021年10月22日 - 24日 | ISUグランプリシリーズ スケートアメリカ（ラスベガス）             | 1 97.43  | 1 198.13 | 1 295.56 |
| 2021年9月22日 - 25日  | ISUチャレンジャーシリーズ ネーベルホルン杯（オーベルストドルフ） | 1 97.35  | 1 186.88 | 1 284.23 |
| 2021年8月12日 - 15日  | 2021年クランベリー杯（ボストン）                                 | 1 102.53 | 1 185.73 | 1 288.26 |

| 2020-2021 シーズン    |                                                      |          |          |          |
| 開催日                | 大会名                                               | SP       | FS       | 結果     |
| 2021年3月22日 - 28日  | 2021年世界フィギュアスケート選手権（ストックホルム） | 25 70.51 | -        | 25 70.51 |
| 2021年1月14日 - 17日  | 2021年全米フィギュアスケート選手権（ラスベガス）     | 2 107.79 | 2 183.59 | 2 291.38 |
| 2020年10月23日 - 24日 | ISUグランプリシリーズ スケートアメリカ（ラスベガス） | 2 99.36  | 2 175.47 | 2 275.10 |

| 2019-2020 シーズン   |                                                              |         |          |          |
| 開催日               | 大会名                                                       | SP      | FS       | 結果     |
| 2020年1月20日 - 26日 | 2020年全米フィギュアスケート選手権（グリーンズボロ）         | 4 94.82 | 4 180.41 | 4 275.23 |
| 2019年9月17日 - 22日 | ISUチャレンジャーシリーズ USクラシック（ソルトレイクシティ） | 1 89.03 | 4 142.92 | 3 231.95 |

| 2018-2019 シーズン       |                                                                                |          |          |                   |
| 開催日                   | 大会名                                                                         | SP       | FS       | 結果              |
| 2017年4月20日 - 23日     | 2019年世界フィギュアスケート国別対抗戦（福岡）                                 | 2 100.51 | 2 198.50 | 1 団体 （299.01） |
| 2019年3月18日 - 24日     | 2019年世界フィギュアスケート選手権（さいたま）                                 | 4 94.17  | 3 186.99 | 3 281.16          |
| 2019年2月5日 - 10日      | 2019年四大陸フィギュアスケート選手権（アナハイム）                             | 1 100.18 | 5 172.04 | 3 272.22          |
| 2019年1月18日 - 27日     | 全米フィギュアスケート選手権（デトロイト）                                     | 3 100.25 | 2 183.76 | 2 284.01          |
| 2018年11月26日 - 12月2日 | ISUチャレンジャーシリーズ タリントロフィー（タリン）                           | 3 77.46  | 2 156.79 | 2 234.25          |
| 2018年11月9日 - 11日     | ISUグランプリシリーズ NHK杯（広島）                                            | 5 75.90  | 4 147.52 | 4 223.42          |
| 2018年10月19日 - 21日    | ISUグランプリシリーズ スケートアメリカ（エバレット）                           | 6 76.38  | 3 149.37 | 5 225.75          |
| 2018年9月12日 - 16日     | ISUチャレンジャーシリーズ USインターナショナルクラシック（ソルトレイクシティ） | 6 61.72  | 1 142.90 | 4 204.62          |

| 2017-2018 シーズン            |                                                          |          |           |           |
| 開催日                        | 大会名                                                   | SP       | FS        | 結果      |
| 2018年3月19日 - 25日          | 2018年世界フィギュアスケート選手権（ミラノ）             | 3 96.78  | 19 138.46 | 14 235.24 |
| 2018年2月16日 - 17日          | 平昌オリンピック（平昌）                                 | 12 84.53 | 6 192.16  | 6 276.69  |
| 2017年12月28日 - 2018年1月7日 | 全米フィギュアスケート選手権（サンノゼ）                 | 5 89.02  | 3 184.81  | 3 273.83  |
| 2017年11月17日 - 19日         | ISUグランプリシリーズフランス国際（グルノーブル）        | 10 66.12 | 7 156.09  | 9 222.21  |
| 2017年11月3日 - 5日           | ISUグランプリシリーズ 中国杯（北京）                     | 8 80.23  | 2 176.43  | 4 256.66  |
| 2017年10月6日 - 8日           | ISUチャレンジャーシリーズ フィンランディア杯（エスポー） | 6 76.10  | 1 173.91  | 2 250.01  |

| 2016-2017 シーズン      |                                                        |          |          |          |
| 開催日                  | 大会名                                                 | SP       | FS       | 結果     |
| 2017年3月13日 - 19日    | 2017年世界ジュニアフィギュアスケート選手権（台北）     | 5 78.87  | 1 179.24 | 1 258.11 |
| 2017年2月14日 - 19日    | 2017年ババリアンオープン（オーベルストドルフ）         | 1 85.53  | 1 162.28 | 1 247.81 |
| 2017年1月14日 - 22日    | 全米フィギュアスケート選手権（カンザスシティ）         | 3 87.85  | 2 175.18 | 2 263.03 |
| 2016年12月7日 - 10日    | ISUチャレンジャーシリーズ ゴールデンスピン（ザグレブ） | 12 64.61 | -        | 棄権     |
| 2016年9月28日 - 10月2日 | ISUジュニアグランプリ タリン杯（タリン）               | 1 78.10  | 3 135.82 | 3 213.92 |
| 2016年9月9日 - 11日     | ISUジュニアグランプリ 横浜（横浜）                     | 1 80.53  | 2 145.86 | 2 226.39 |

| 2015-2016 シーズン   |                                                            |         |          |          |
| 開催日               | 大会名                                                     | SP      | FS       | 結果     |
| 2016年3月14日 - 20日 | 2016年世界ジュニアフィギュアスケート選手権（デブレツェン） | 4 77.31 | 4 143.88 | 5 221.19 |
| 2016年1月15日 - 24日 | 全米フィギュアスケート選手権（セントポール）               | 8 68.10 | 8 149.13 | 8 217.23 |
| 2015年12月9日 - 13日 | ISUジュニアグランプリファイナル（バルセロナ）              | 4 70.48 | 3 134.08 | 4 204.56 |
| 2015年9月9日 - 13日  | ISUジュニアグランプリ オーストリア杯（リンツ）             | 3 66.59 | 2 145.37 | 2 211.96 |
| 2015年8月19日 - 23日 | ISUジュニアグランプリ J&Tバンカ（ブラチスラヴァ）          | 2 68.07 | 2 132.78 | 2 200.85 |

| 2012-2013 シーズン   |                                                       |         |          |          |
| 開催日               | 大会名                                                | SP      | FS       | 結果     |
| 2013年4月1日 - 3日   | 2013年ガルデナスプリング杯 ノービスクラス（ガルデナ） | 1 48.46 | 1 105.09 | 1 153.55 |
| 2013年1月20日 - 27日 | 全米フィギュアスケート選手権 ジュニアクラス（オマハ） | 2 66.31 | 1 138.95 | 1 205.26 |

| 2011-2012 シーズン   |                                                         |         |          |          |
| 開催日               | 大会名                                                  | SP      | FS       | 結果     |
| 2012年1月22日 - 29日 | 全米フィギュアスケート選手権 ノービスクラス（サンノゼ） | 1 52.45 | 1 112.51 | 1 164.96 |

## プログラム使用曲
| シーズン  | SP                                                                                            | FS | EX |
| --------- | --------------------------------------------------------------------------------------------- | --- | --- |
| 2021-2022 | ヴィンセント（星降る夜） 曲：ドン・マクリーン 歌：ジョシュ・グローバン 振付：ローリー・ニコル | 映画『グリーン・デスティニー』サウンドトラックより 作曲：タン・ドゥン Rising Sun 作曲：吉田潔 振付：ローリー・ニコル、ジェフリー・バトル | Sign of the times 曲：ハリー・スタイルズ 振付：ジョシュア・ファリス Lonely 曲：Illenium 振付：ヴィンセント・ジョウ with ドリューミーキンス                     |
| 2020-2021 | ヴィンセント（星降る夜） 曲：ドン・マクリーン 歌：ジョシュ・グローバン 振付：ローリー・ニコル | アルゴリズム 曲：Muse 振付：ミーシャ・ジー | Sign of the times 曲：ハリー・スタイルズ 振付：ジョシュア・ファリス                                                                                            |
| 2019-2020 | I Will Wait 曲：Mumford & Sons振付：シェイ＝リン・ボーン                                      | Cloud Atlas 曲： Reinhold Heil, Johnny Klimek, Tom Tykwer 振付：ローリー・ニコル | Slow Dancing in the Dark 曲：Joji |
| 2018-2019 | エクソジェネシス（脱出創世記）:交響曲第3部（あがない） 曲：Muse 振付：ローリー・ニコル        | 映画『グリーン・デスティニー』サウンドトラックより 作曲：タン・ドゥン Rising Sun 作曲：吉田潔 振付：ジェフリー・バトル | テイク・オン・ミー 曲：a-ha 振付：ジョシュア・ファリスMade in China 曲：Higher Brothers, DJ Snake Slow Dancing in the Dark 曲：Joji 振付：ジョシュア・ファリス |
| 2017-2018 | Chasing Cars 演奏：Cinematic Pop 作曲：スノウ・パトロール 振付：ジェフリー・バトル            | 映画『ムーラン・ルージュ』より ・Nature Boy 作曲：エデン・アーベ ・Your Song 作曲：エルトン・ジョン ・Come What May 作曲：デヴィッド・ベアウォルド、ケヴィン・ギルバート 振付：ジェフリー・バトル映画『ロミオ＋ジュリエット』より 作曲：ネリー・フーパー、クレイグ・アームストロング、マリウス・デ・ヴリーズ 振付：ドリュー・ミーキンス、チャーリー・ホワイト | テイク・オン・ミー 曲：a-ha 振付：ジョシュア・ファリス映画『Many Beautiful Things』より Sun 作曲：Sleeping at Last                                             |
| 2016-2017 | ライティングズ・オン・ザ・ウォール 曲：サム・スミス 振付：ドリュー・ミーキンス                | テレビドラマ『ジョニー・スタッカート』より 作曲：スタンリー・ウィルソン 振付：デヴィッド・ウィルソンカサブランカ 演奏： L'Orchestra Cinematique Melody Main Title - Casablanca 演奏：ロイヤルフィルムオーケストラ | 映画『Many Beautiful Things』より Sun 作曲：Sleeping at Last                                                                                                   |
| 2015-2016 | クリスタライズ 作曲：リンジー・スターリング 振付：佐藤有香                                    | 映画『ゴッドファーザー』より 作曲：ニーノ・ロータ 振付：ジャスティン・ディロン | |
| 2013-2014 | オペラ『セビリアの理髪師』 作曲：ジョアキーノ・ロッシーニ                                     | くるみ割り人形 作曲：ピョートル・チャイコフスキー | |
| 2012-2013 | 映画『魔法使いの弟子』より 作曲：トレヴァー・ラビン                                           | カサブランカ 演奏： L'Orchestra Cinematique Melody Main Title - Casablanca 演奏：ロイヤルフィルムオーケストラ | |
| 2011-2012 | Nut Rocker 演奏：トランス・サイベイリアン・オーケストラ                                       | Iron Monkey 作曲：ジェームズ・L・ヴェナブル Rising Sun 作曲：吉田潔 | |